# Коссе-Бриссак, Артюс де
Артю де Коссе, граф де Секондиньи де Бриссак (фр. Artus de Cossé, comte de Secondigny de Brissac; около 1512 — 15 февраля 1582) — французский военный и политический деятель, сюринтендант (министр) финансов, с 1567 года маршал Франции, прозванный маршалом де Коссе, в отличие от старшего брата, также маршала Франции (с 1550), именовавшегося маршалом де Бриссак.

## Биография
С 1570 — генерал-лейтенант и губернатор Орлеанэ и Турени.
Во время Религиозных войн участвовал в битвах при Сен-Дени (1567), Арне-ле-Дюке (1570).
В 1574 году по подозрению в принадлежности к партии «политиков» был брошен в Бастилию, затем реабилитирован.

## Семья
- Отец: Рене де Коссе, сеньор де Гонор, де Секондиньи
- Мать: Шарлотта де Гуффье
- Жена: (1) Франсуаза Дю Буше, (2) Николь Ле Руа
- Дочери: Рене, Жанна и Мадлен де Коссе. Жанна (ок. 1560 — 1602) - жена Сен-Люка Франсуа д’Эспине, фаворита Генриха III.